# 함부르크 항공
함부르크 항공(영어: Hamburg Airways)은 독일의 전세 항공사로 본사는 독일 함부르크에 위치해 있으며 2010년에 설립해 2011년에 취항했다. 또한 사용하고 있는 허브 공항으로 함부르크 공항과 뒤셀도르프 국제공항이 있다.

## 보유 기종

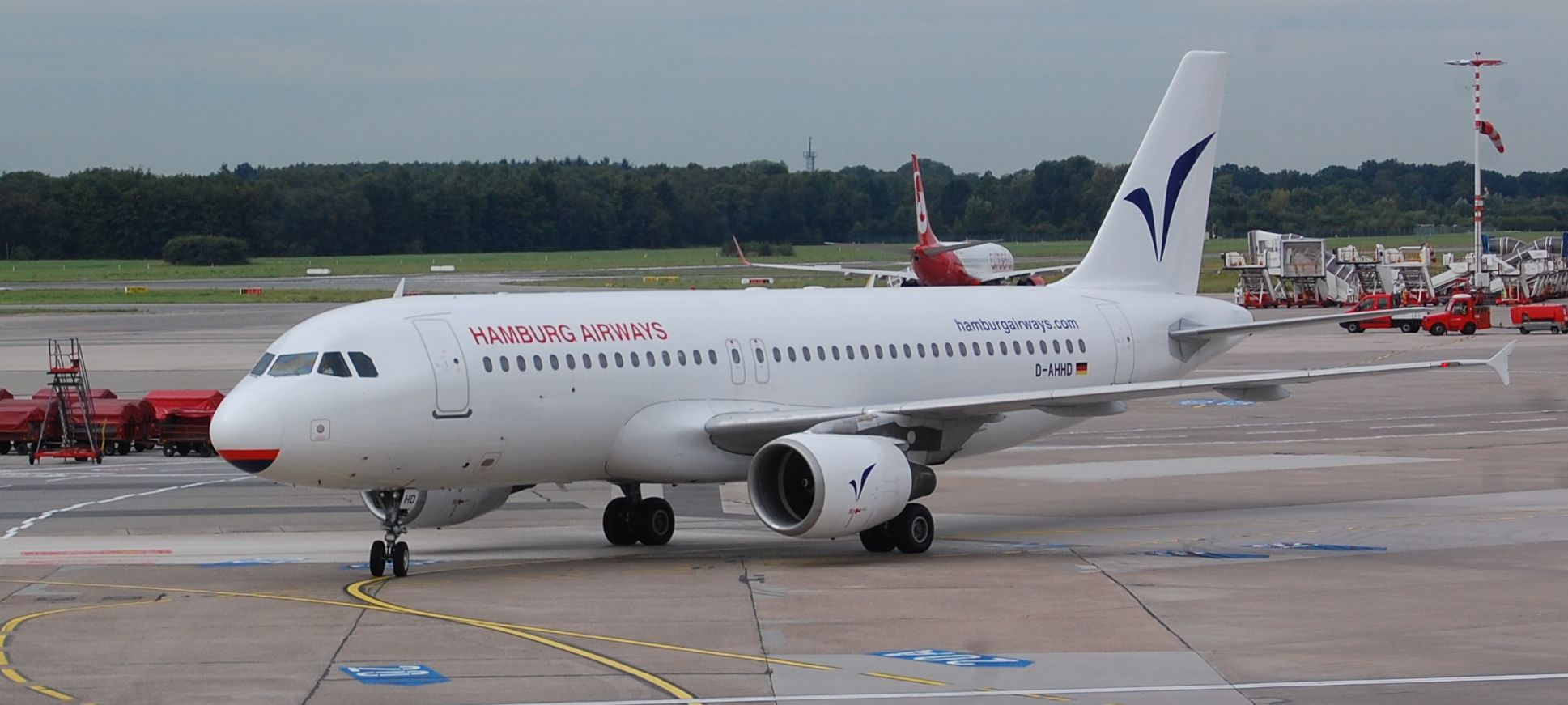

- 2012년 2월 기준으로 함부르크 항공은 다음과 같은 기종을 보유하고 있다.[1]